# Geurt Brinkgrevebrug
De Geurt Brinkgrevebrug (brugnummer 296) is een vaste brug in Amsterdam-Centrum.
De verkeersbrug is gelegen in de oostelijke kade van de Krom Boomssloot en voert over de Recht Boomssloot. Het is de middelste brug in de Recht Boomssloot. Ze loopt daarbij dood op de noordelijke kade van die gracht, waarvan bijna de gehele gevelwand bestaat uit rijksmonumenten. De brug heeft een kadeverbinding met de Brug 295 (over de Krom Boomssloot en in de Recht Boomssloot).
Er ligt hier al eeuwen een brug. De plattegrond van Balthasar Florisz. van Berckenrode uit 1625 laat ter plekke al wel twee ophaalbruggen (295 en 296) zien, terwijl Pieter Bast in 1599 alleen brug 295 liet zien. Ook de plattegrond van Gerrit de Broen uit 1737 toonde ophaalbruggen. De moderne geschiedenis begint in 1889. In 1889 werd een houten ophaalbrug vervangen door een vaste brug met ijzeren liggers en een houten dek. In juni was de bovenbouw van de ophaalbrug al verwijderd, daarna begon de aannemer met de landhoofden etc. Er is daarbij een gelijkenis zichtbaar met brug 295, beide zijn een liggerbrug met houten wegdek en hebben dezelfde soort balustrades. Na die tijd is er hier nauwelijks iets gewijzigd. De bruggen lijken anno 2017 nog steeds op elkaar, maar hebben dan wel een wegdek van klinkers. Vermoedelijk zijn de bruggen rond 1960 vernieuwd, na die tijd zijn de klinkers te zien. Bij de vernieuwing zijn de brugnummers door elkaar gehaald. Dit is in 2016 gecorrigeerd, toen deze brug een naam kreeg naar Geurt Brinkgreve, brug 295 bleef daarbij vooralsnog naamloos.
Deze brug en ook brug 295 gingen officieel naamloos door het leven (alleen aanduiding met nummer) maar werden in de volksmond wel Boombrug of Boomsluis genoemd, net als de twee waters vernoemd naar Cornelis Boom. In 2016 wilde de gemeente af van officieuze tenaamstellingen van bruggen. Er waren daarbij drie alternatieven:
- de officieuze naam werd officieel, dit was niet goed mogelijk omdat een andere brug hier ter plaatse ook wel aangeduid werd met Boomsluis;
- de officieuze naam verviel in het geheel;
- er werd een nieuwe naam gegeven.

Voor deze brug werd in 2016 door de Vereniging Vrienden van de Amsterdamse Binnenstad (VVAB) het voorstel ingediend om te brug te vernoemen naar Geurt Brinkgreve. Hij was van origine beeldhouwer, maar was tevens strijder voor het behoud van cultureel erfgoed in de binnenstad tegen de verdrukking van modernisering (lees vrij baan voor auto’s en kantoren) in. Op 9 februari 2017 kreeg de brug haar naamplaat in aanwezigheid van zijn weduwe Sjuwke Brinkgreve-Kunst en Boudewijn Oranje (bestuurscommissie Centrum) en leden van de VVAB. Eberhard van der Laan (dan burgemeester) moest vanwege zijn ziekte afzeggen. Al eerder waren de Geurt Brinkreveprijs en het Geurt Brinkgrevehuis naar hem vernoemd.

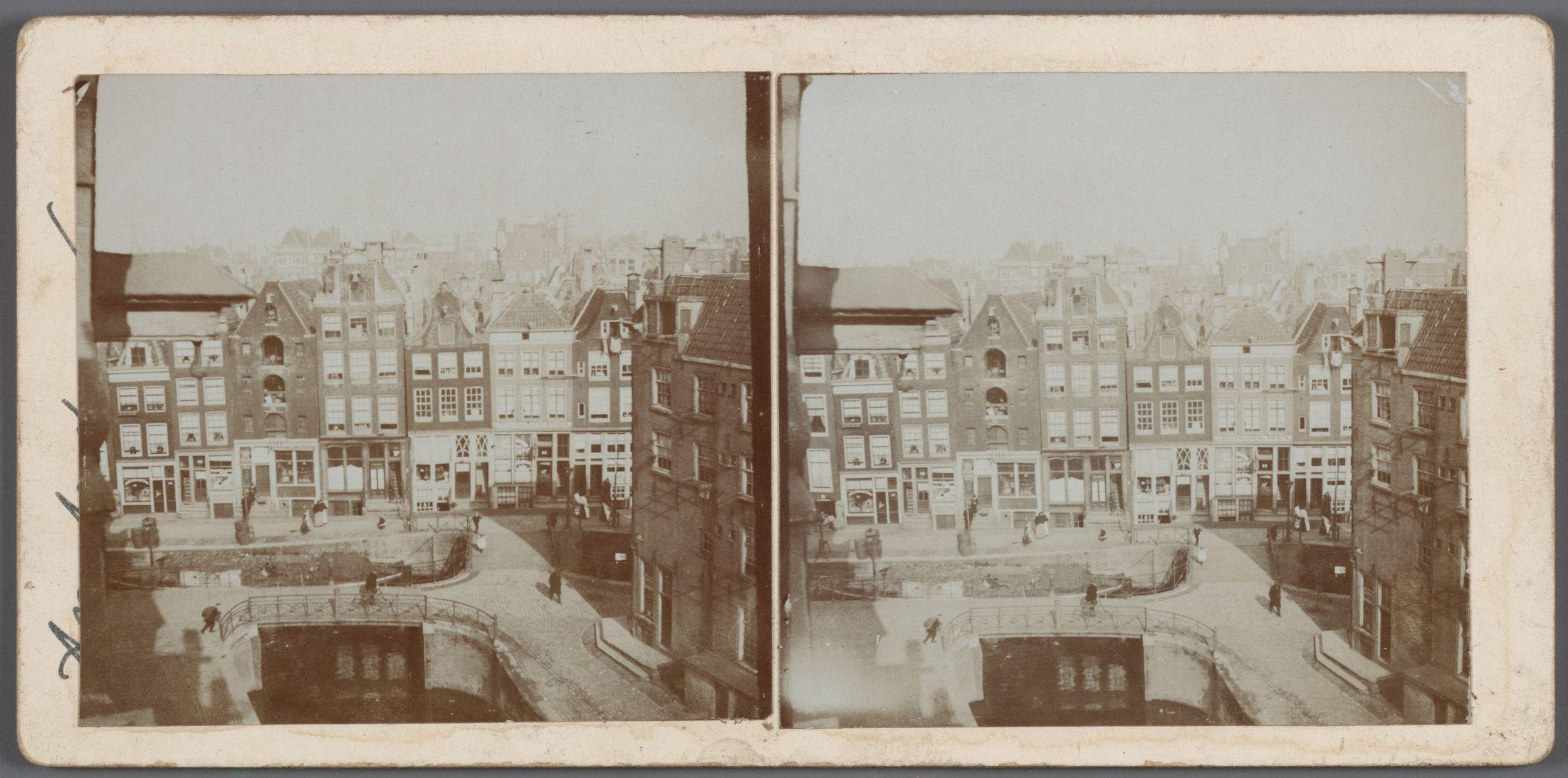
Maarten Benschop met brug 295 (van links naar rechts) en brug 296 (van boven naar beneden) in 1900

<<< · 200 · 201 · 202 · 203 · 204 · 205 · 206 · 207 · 208 · 209 ·  210 · 211 · 212 · 213 · 214 · 215 · 216 · 217 · 218 · 220 · 221 · 222 · 223 · 224 · 225 · 226 · 227 · 228 · 228P · 229 · 230 · 231 · 232 · 233 · 234 · 235 · 236 · 237 · 238 · 239 ·  240 · 241 · 242 · 243 · 244 · 245 · 246 · 247 · 248 · 249 ·  250 · 251 · 252 · 253 · 254 · 255 · 256 · 257 · 258 · 259 · 260 · 261 · 262 · 263 · 264 · 265 · 266 · 267 · 270 · 271 · 272 · 273 · 274 · 275 · 277 · 278 · 279 · 280 · 281 · 283 · 285 · 286 · 287 · 288 · 289 · 290 · 291 · 292 · 293 · 295 · 296 · 297 · 298 · 299 · >>>
Brugnummers 219, 268, 269, 276, 282, 284, 294 zijn niet (meer) in omloop.